# ويليام هولمز (موظف مدني)
ويليام هولمز (بالإنجليزية: William Holmes)‏ هو موظف مدني أسترالي، ولد في 12 سبتمبر 1862 في سيدني في أستراليا، وتوفي في 2 يوليو 1917 في ميسن في بلجيكا.